# از دست دادن آن
از دست دادن آن (به انگلیسی: Losin' It) فیلمی محصول سال ۱۹۸۱ و به کارگردانی کرتیس هنسن است. در این فیلم بازیگرانی همچون تام کروز، جکی ارل هیلی، جان استاکول، شلی لانگ، هنری دارو، ریک روسویچ ایفای نقش کرده‌اند.

## داستان
اوایل دهه ۱۹۶۰ در لس‌آنجلس، چهار نوجوان به نام‌های دیو، وودی، اسپایدر و برادر دیو به نام وندل، راهی تیخوانا در مکزیک می‌شوند. دیو، اسپایدر و وودی قصد دارند که اولین تجربه رابطه جنسی‌شان را داشته باشند، در حالی که وندل برای خرید مواد آتش‌بازی همراه آن‌ها آمده است. در مسیر، زنی به نام کتی را سوار می‌کنند که به دلیل تمایل به گرفتن سریع طلاق از همسرش، به آن‌ها می‌پیوندد. در ادامه، آن‌ها وارد مجموعه‌ای از ماجراها و حوادث خنده‌دار در جنوب مرز می‌شوند.